# Nepean Island
Nepean Island è un'isola disabitata situata 800 m circa a sud dell'isola Norfolk, al cui territorio appartiene, in Australia. Fa parte del parco nazionale delle isole Norfolk (Norfolk Island National Park).

## Geografia
Nepean Island, a differenza delle isole Norfolk e Phillip, non è di origine vulcanica, ma è formata da calcarenite. La sua superficie è di circa 10 ha.

## Toponimo
L'isola è stata probabilmente così nominata nel 1788 da Philip Gidley King in onore di Evan Nepean (1752-1822), sottosegretario del Ministero degli Interni del Regno Unito. Tuttavia, potrebbe aver preso il nome del fratello, il capitano Nicholas Nepean (1757-1823), che King lasciò a capo della colonia quando salpò per la Nuova Zelanda sul Britannia.